# Lotus T128 (LMP)
Lotus T128 – samochód wyścigowy, zaprojektowany przez Jamesa Keya i skonstruowany przez Lotusa przy współpracy z Adess AG, Kodewą i Pragą. Samochód zadebiutował w sezonie 2013 mistrzostw FIA World Endurance w klasie LMP2, wystawiony przez zespół Kodewa.

## Specyfikacja
Konstrukcja nadwozia Lotusa T128 typu monokok została wykonana z włókna węglowego. Chociaż samochód został zbudowany z myślą o rywalizacji w klasie LMP2, to nadwozie zbudowano tak, by spełniało ono standardy kategorii LMP1. Na nadwozie składają się podwójne wahacze, popychacze, sprężyny i amortyzatory. Napędzający samochód silnik to umieszczona centralnie wzdłużnie jednostka Judd HK V8 o pojemności 3,6 litra i mocy 475 KM, pod nazwą Praga. Sześciobiegowa półautomatyczna skrzynia biegów pochodzi od firmy Hewland.

## Wyścigi
W roku 2013 w zespole Lotusa ścigali się: Thomas Holzer, Dominik Kraihamer i Jan Charouz oraz Kevin Weeda, James Rossiter, Vitantonio Liuzzi i Christophe Bouchut. Model T128 zadebiutował w kwietniu 2013 roku podczas wyścigu 6h Silverstone. Dwa Lotusy T128 wzięły udział w wyścigu 24h Le Mans 2013, ale żaden z nich nie ukończył wyścigu.